# Montsalier
Montsalier est une commune française, située dans le département des Alpes-de-Haute-Provence en région Provence-Alpes-Côte d'Azur.
Le nom de ses habitants est Salimontains.

## Géographie

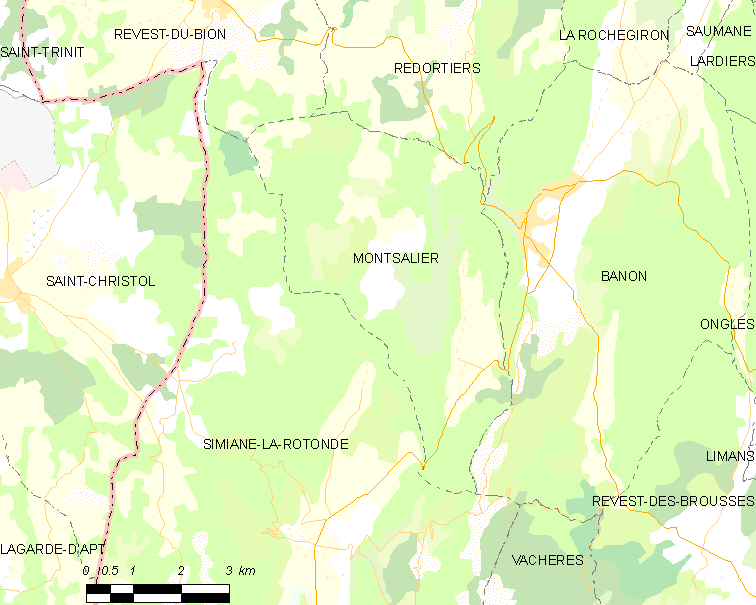
Montsalier et les communes voisines (Cliquez sur la carte pour accéder à une grande carte avec la légende).

Les communes limitrophes de Montsalier sont Revest-du-Bion, Redortiers, Banon et Simiane-la-Rotonde.

### Géologie
On trouve sur le territoire de la commune l'aven du Caladaïre.

### Relief

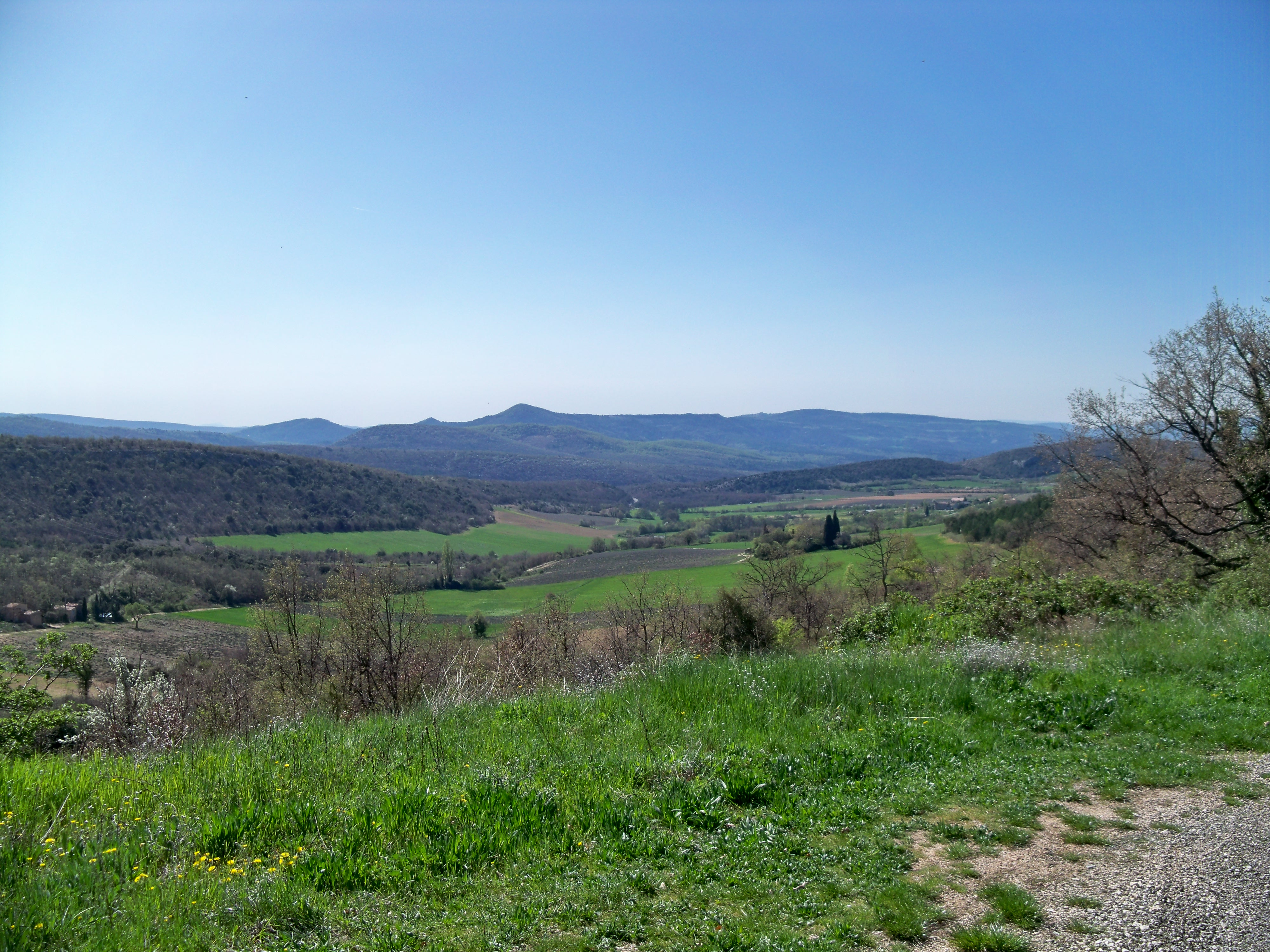
Vallée près de Montsalier.

### Hydrographie
Montsalier est traversée par la Riaille, rivière de 20,7 km, affluent du Calavon. Le Ravin du Brusquet (rivière de 18,6 km) et le ravin de Terrassier (rivière de 2,8 km) drainent également la commune.

### Environnement
La commune compte 1 260 ha de bois et forêts, soit plus de la moitié de sa superficie.

### Climat
Pour des articles plus généraux, voir Climat de Provence-Alpes-Côte d'Azur et Climat des Alpes-de-Haute-Provence.
En 2010, le climat de la commune est de type climat du Bassin du Sud-Ouest, selon une étude du Centre national de la recherche scientifique s'appuyant sur une série de données couvrant la période 1971-2000. En 2020, Météo-France publie une typologie des climats de la France métropolitaine dans laquelle la commune est exposée à un climat de montagne ou de marges de montagne et est dans la région climatique Provence, Languedoc-Roussillon, caractérisée par une pluviométrie faible en été, un très bon ensoleillement (2 600 h/an), un été chaud (21,5 °C), un air très sec en été, sec en toutes saisons, des vents forts (fréquence de 40 à 50 % de vents > 5 m/s) et peu de brouillards.
Pour la période 1971-2000, la température annuelle moyenne est de 11,7 °C, avec une amplitude thermique annuelle de 16,7 °C. Le cumul annuel moyen de précipitations est de 873 mm, avec 6,6 jours de précipitations en janvier et 3,7 jours en juillet. Pour la période 1991-2020, la température moyenne annuelle observée sur la station météorologique de Météo-France la plus proche, « Saint-Christol », sur la commune de Saint-Christol à 10 km à vol d'oiseau, est de 10,0 °C et le cumul annuel moyen de précipitations est de 1 015,3 mm. 
La température maximale relevée sur cette station est de 39,3 °C, atteinte le 28 juin 2019 ; la température minimale est de −20,1 °C, atteinte le 19 février 1983,,.
Les paramètres climatiques de la commune ont été estimés pour le milieu du siècle (2041-2070) selon différents scénarios d'émission de gaz à effet de serre à partir des nouvelles projections climatiques de référence DRIAS-2020. Ils sont consultables sur un site dédié publié par Météo-France en novembre 2022.

### Transports

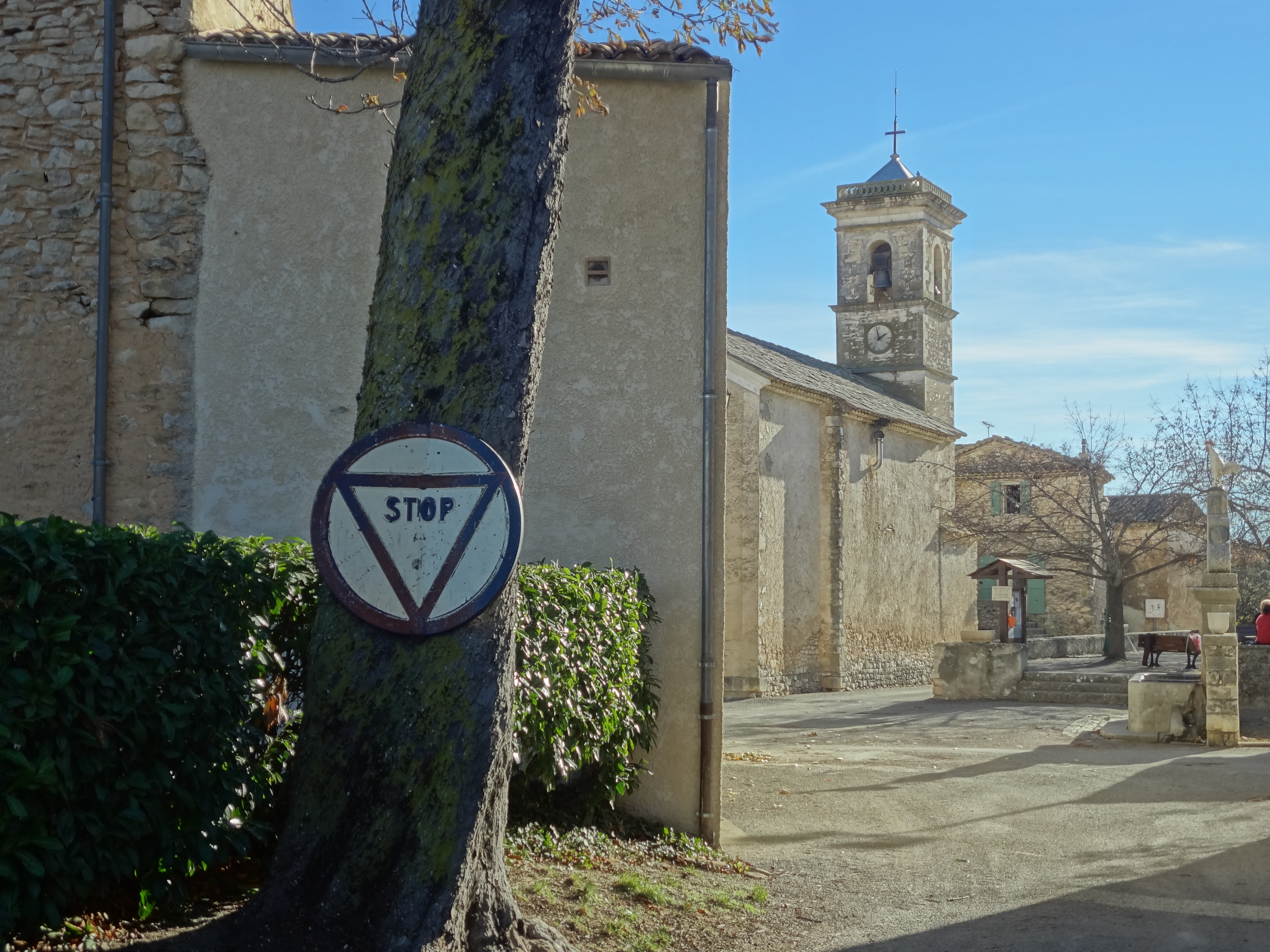
La commune a conservé un panneau stop ancien modèle, antérieur à 1971.

L'accès à Montsalier se fait par la RD51, entre Banon à 4 km et Simiane, à 5 km. Les villes importantes les plus proches sont Manosque, à 43 km et Apt à 28 km.

### Lieux-dits et hameaux

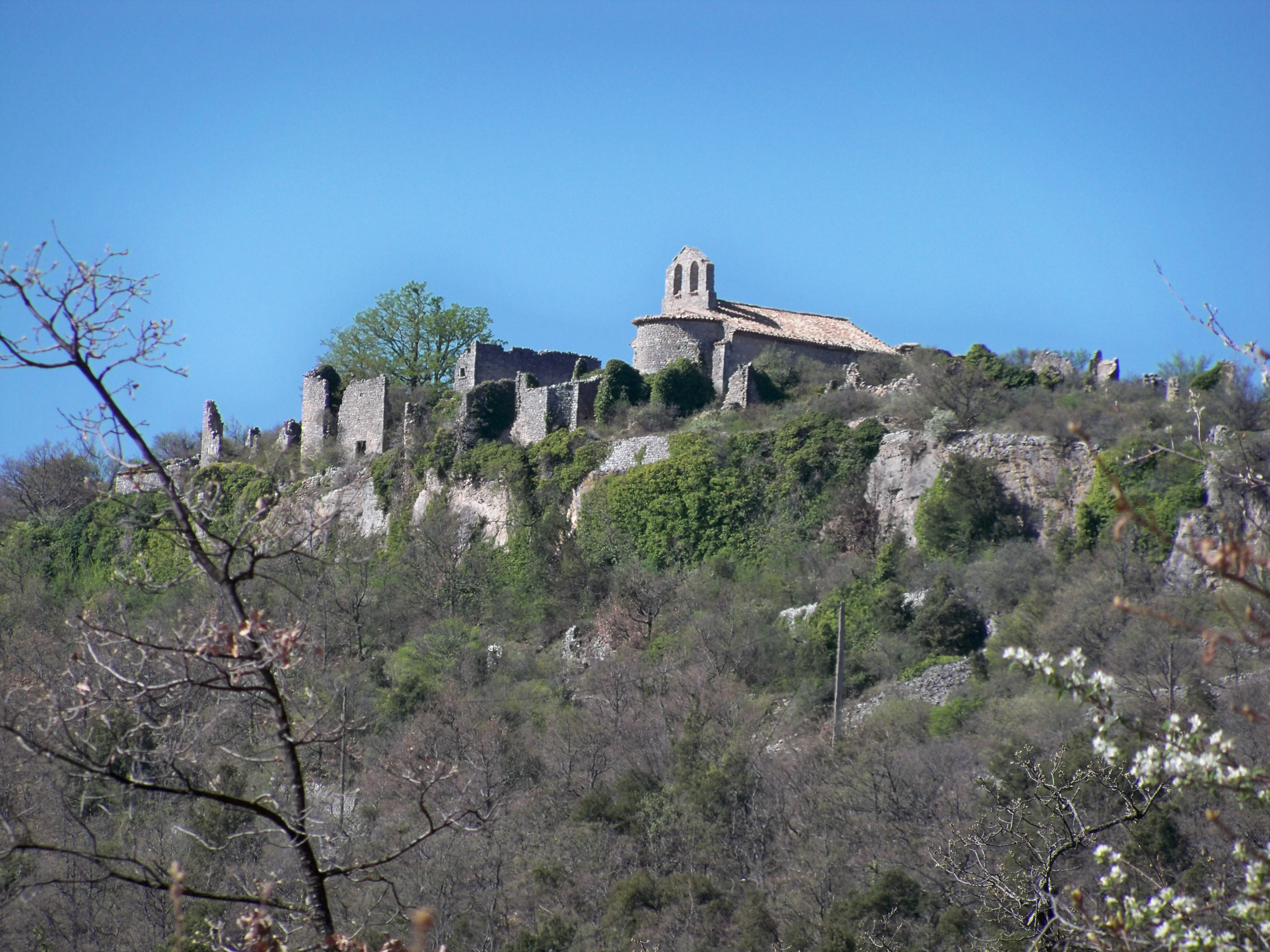
Village abandonné du Haut Montsalier.

Il n'y a pas de hameau connu sur la commune, en dehors du village. Mais le village actuel n'est pas à son emplacement historique. Implanté initialement sur une crête de montagne, le village ancien a été abandonné pour une nouvelle zone d'habitation dans la plaine, au XIXe siècle. Les ruines du Haut Montsalier sont toujours visibles.
Il existe, par contre, quelques lieux-dits, comportant une à plusieurs fermes ou maisons :
- Saint-Pierre ;
- l'Obœuf ;
- la Lave ;
- La Molière ;
- le Grand Débat (à cheval sur la commune de Saint-Christol).

### Risques majeurs
Aucune des 200 communes du département n'est en zone de risque sismique nul. Le canton de Banon auquel appartient Montsalier est en zone 1a (sismicité très faible mais non négligeable) selon la classification déterministe de 1991, basée sur les séismes historiques, et en zone 4 (risque moyen) selon la classification probabiliste EC8 de 2011. La commune de Montsalier est également exposée à deux autres risques naturels :
- feu de forêt ;
- mouvement de terrain : quelques zones restreintes de la commune sont concernées par un aléa moyen à fort[14].

La commune de Montsalier n’est exposée à aucun des risques d’origine technologique recensés par la préfecture et aucun plan de prévention des risques naturels prévisibles (PPR) n’existe pour la commune ; le Dicrim n’existe pas.
La commune a été l’objet de deux arrêtés de catastrophe naturelle pour des mouvements de terrain dus à la sécheresse en 2005 et 2007.

### Flore et faune

#### Flore

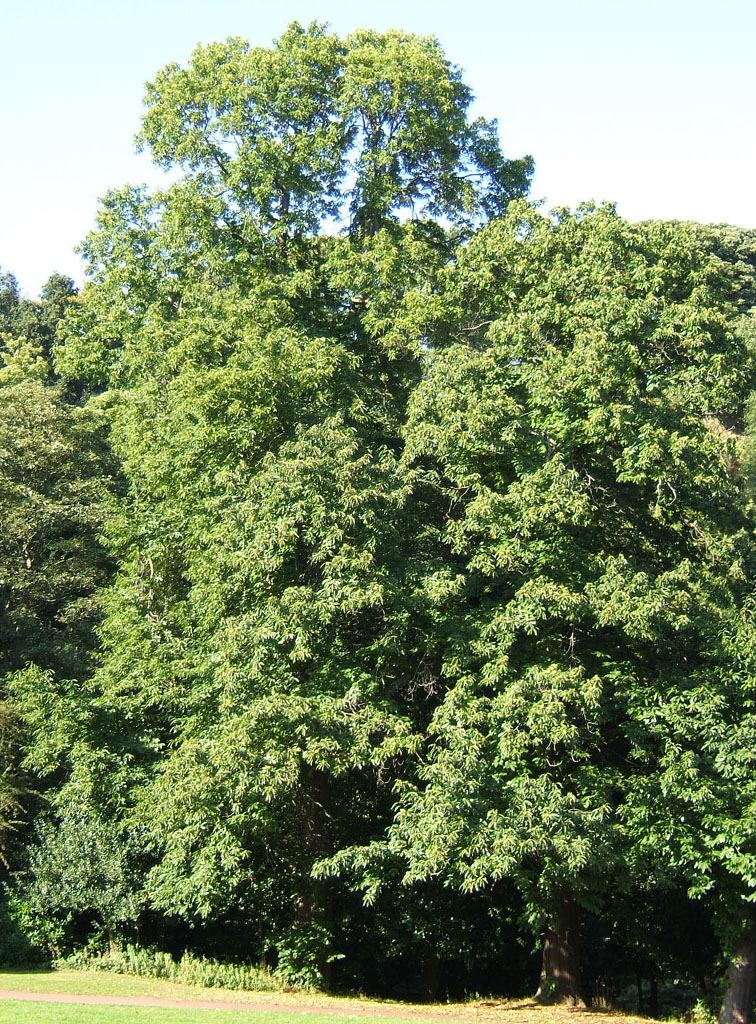
Châtaignier

Sur le plateau d'Albion, et donc sur le territoire de la commune, la flore et les espèces arbustives sont de type montagnard ou supra-méditerranéen et oro-méditerranéen. La sylve est composée de chêne pubescent, chêne sessile, hêtre, tremble, bouleau, pin sylvestre, pin maritime, genêt à balais, bruyère callune et châtaignier.
On rencontre aussi sous forme de landes ou de garrigues la bugrane striée, le brome dressé, le thym, le genêt cendré et la lavande à feuilles étroites. Plus spécifiques des champs, des talus ou des dolines se multiplient la gagée des champs, l'ophioglosse des marais, la danthonie des Alpes, la Ventenatée douteuse et le ciste à feuilles de laurier.
Plus rares, mais spécifiques au plateau, on trouve l'adonis flamme, l'aspérule des champs, la Caméline à petits fruits, le gaillet à trois pointes, le Grand polycnémum, le buplèvre à feuilles rondes, la nielle des blés, l'androsace à grand calice et la vachère d'Espagne.

#### Champignons
Liés à une ou quelques espèces d'arbre, les champignons abondent, en saison, sur le plateau. On y trouve, le lactaire délicieux, dit pinin, le lactaire sanguin (Lacterius sanguifluus), dit sanguin, les bolets dont le cèpe tête-de-nègre, les chanterelles dont la girolle (Cantharellus cibarius), sans oublier le pied-de-mouton (Hydnum repandum) et surtout le petit gris ou griset du Ventoux (Tricholoma myomyces).

Échantillon des champignons que l’on peut trouver à Montsalier.
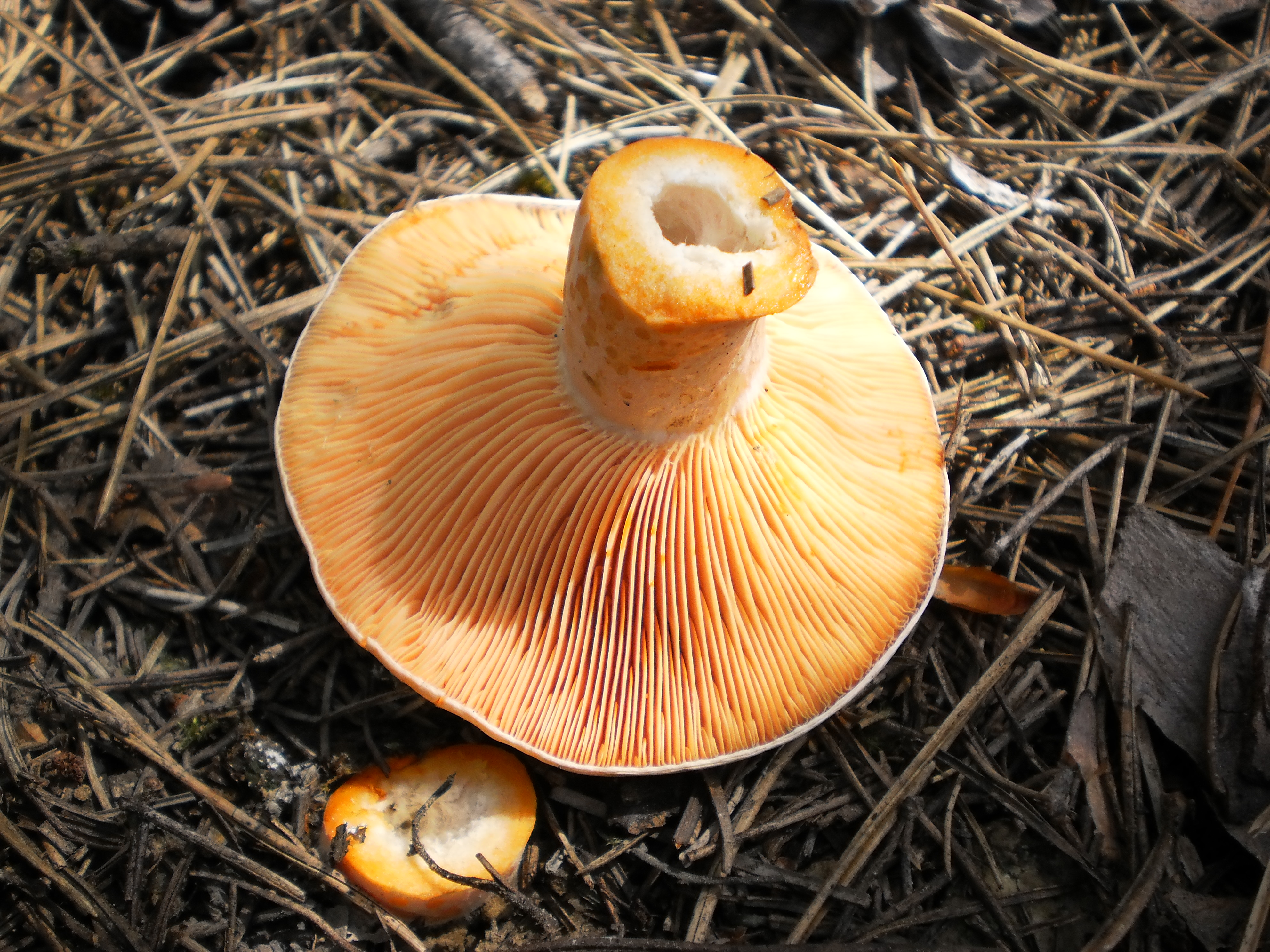
Lactaire délicieux (pinin).
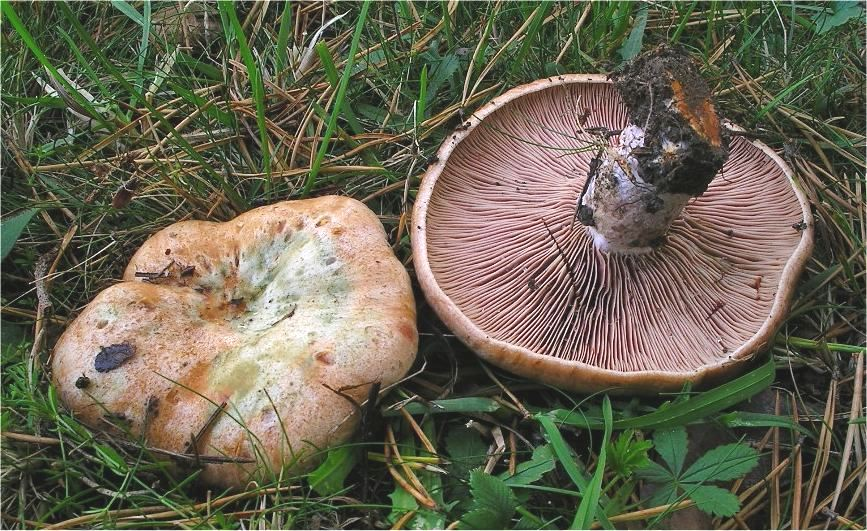
Lactaire sanguin (sanguin).
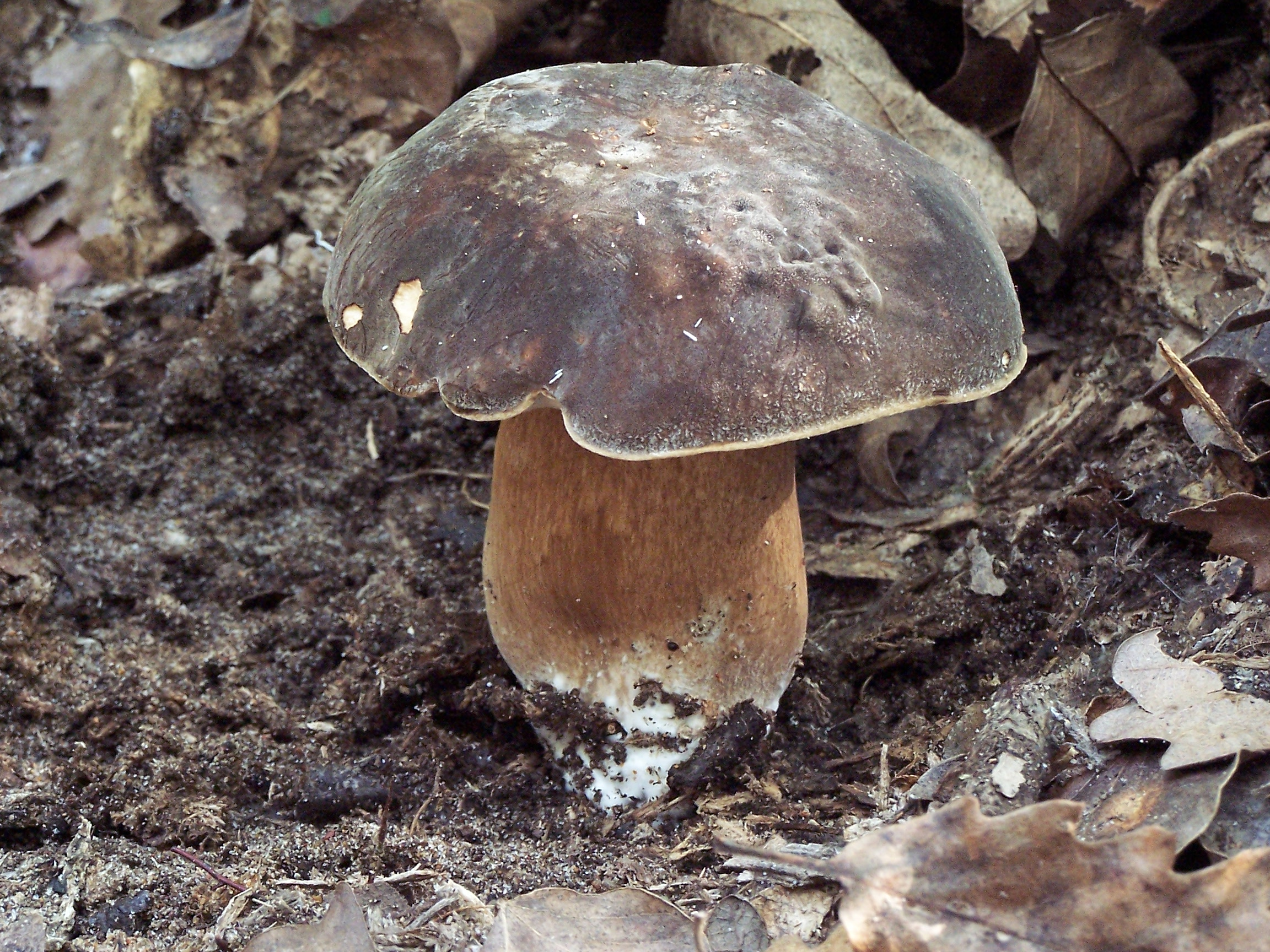
Bolet tête-de-nègre.
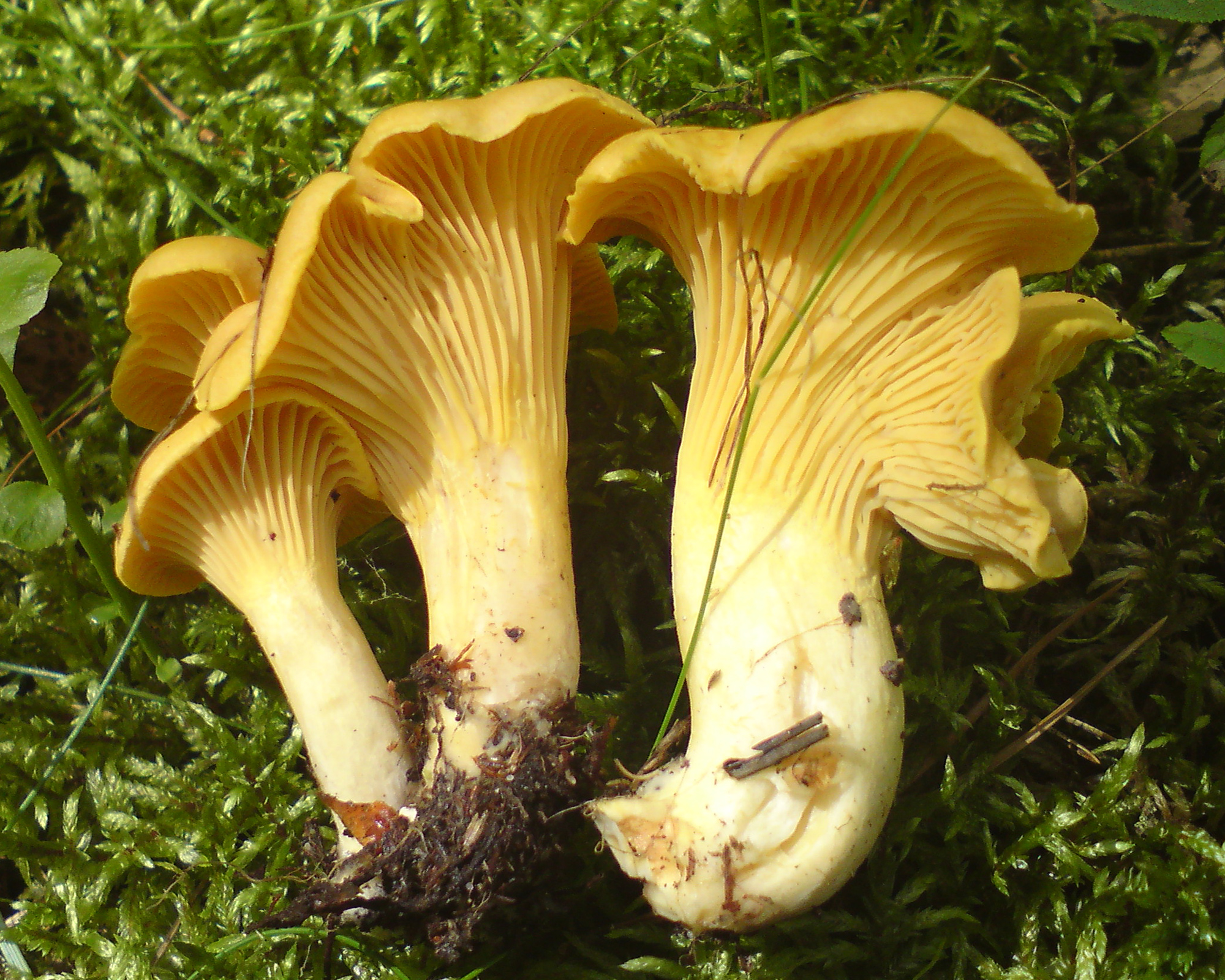
Chanterelle.
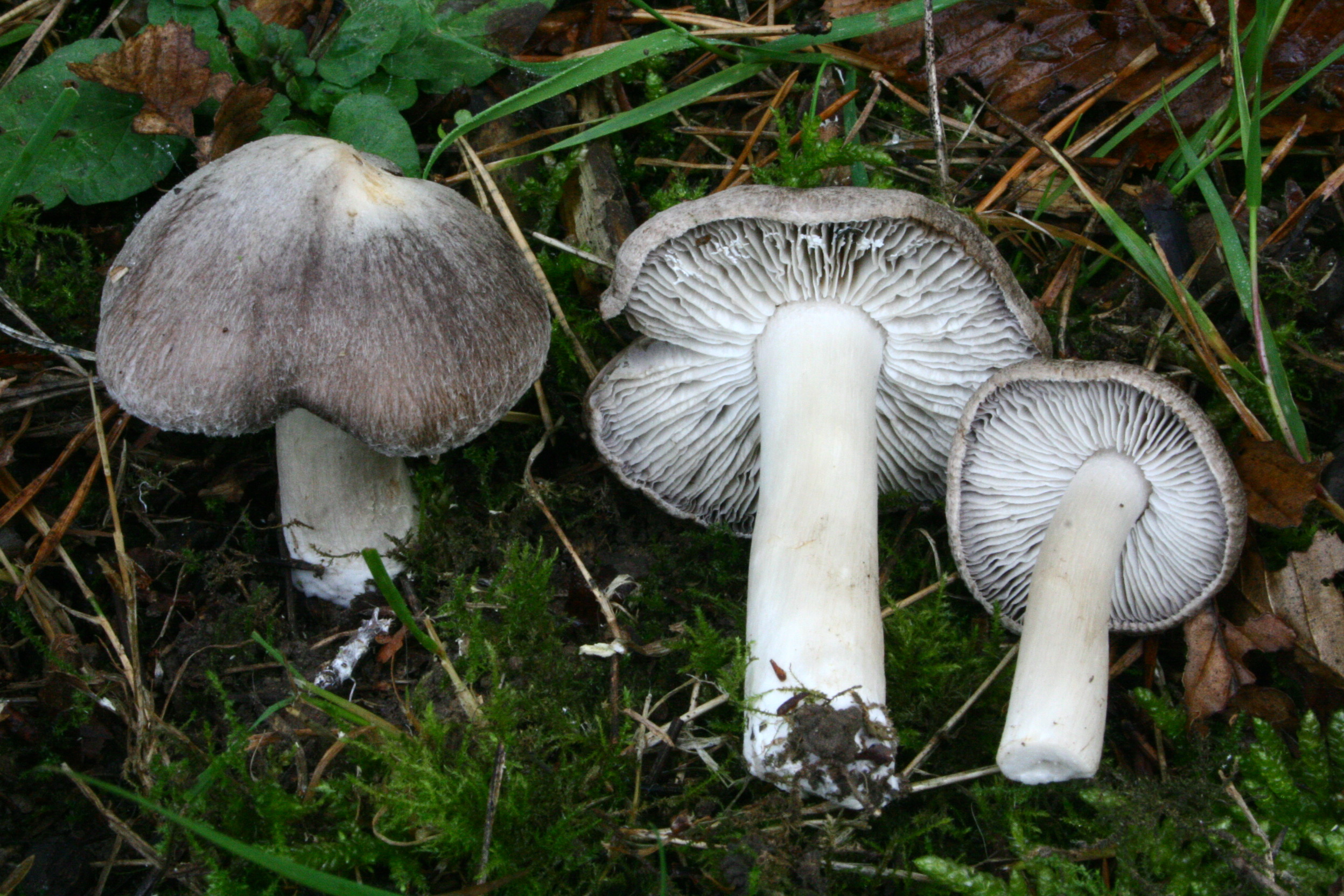
Grisets du Ventoux.

#### Faune

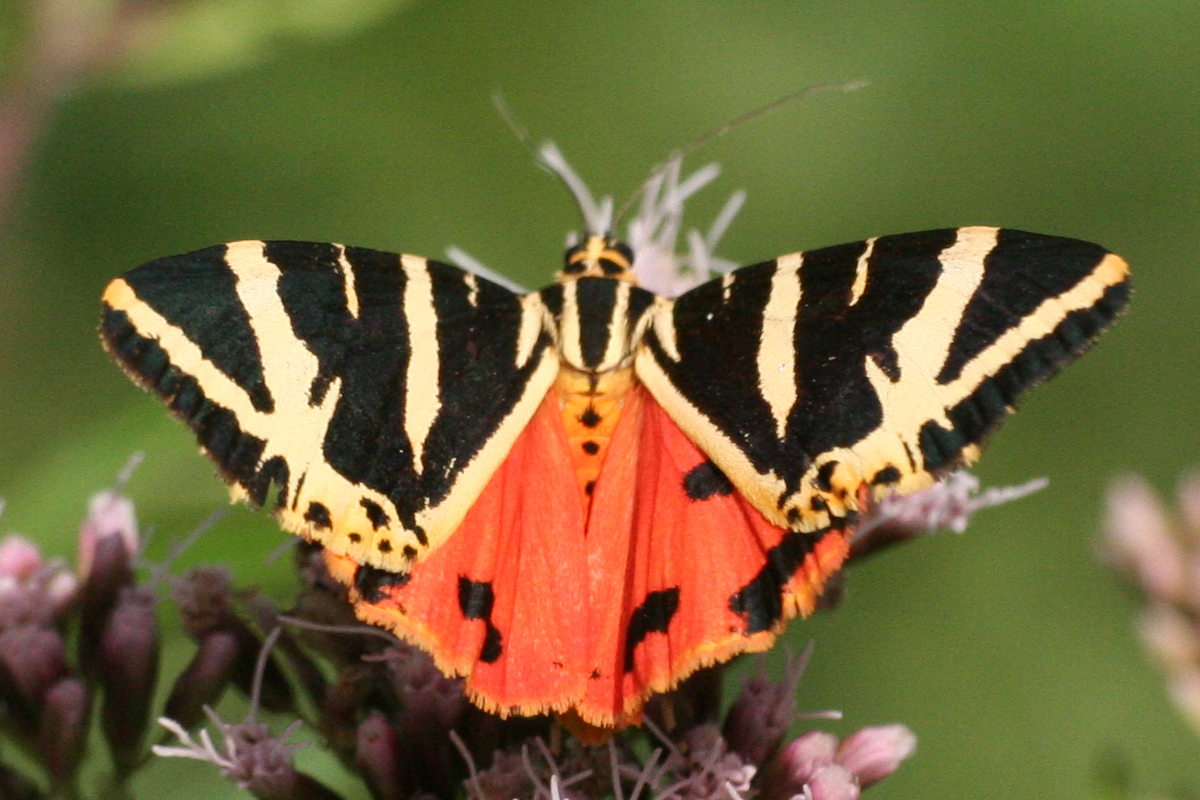
Écaille chinée (Euplagia quadripunctaria).

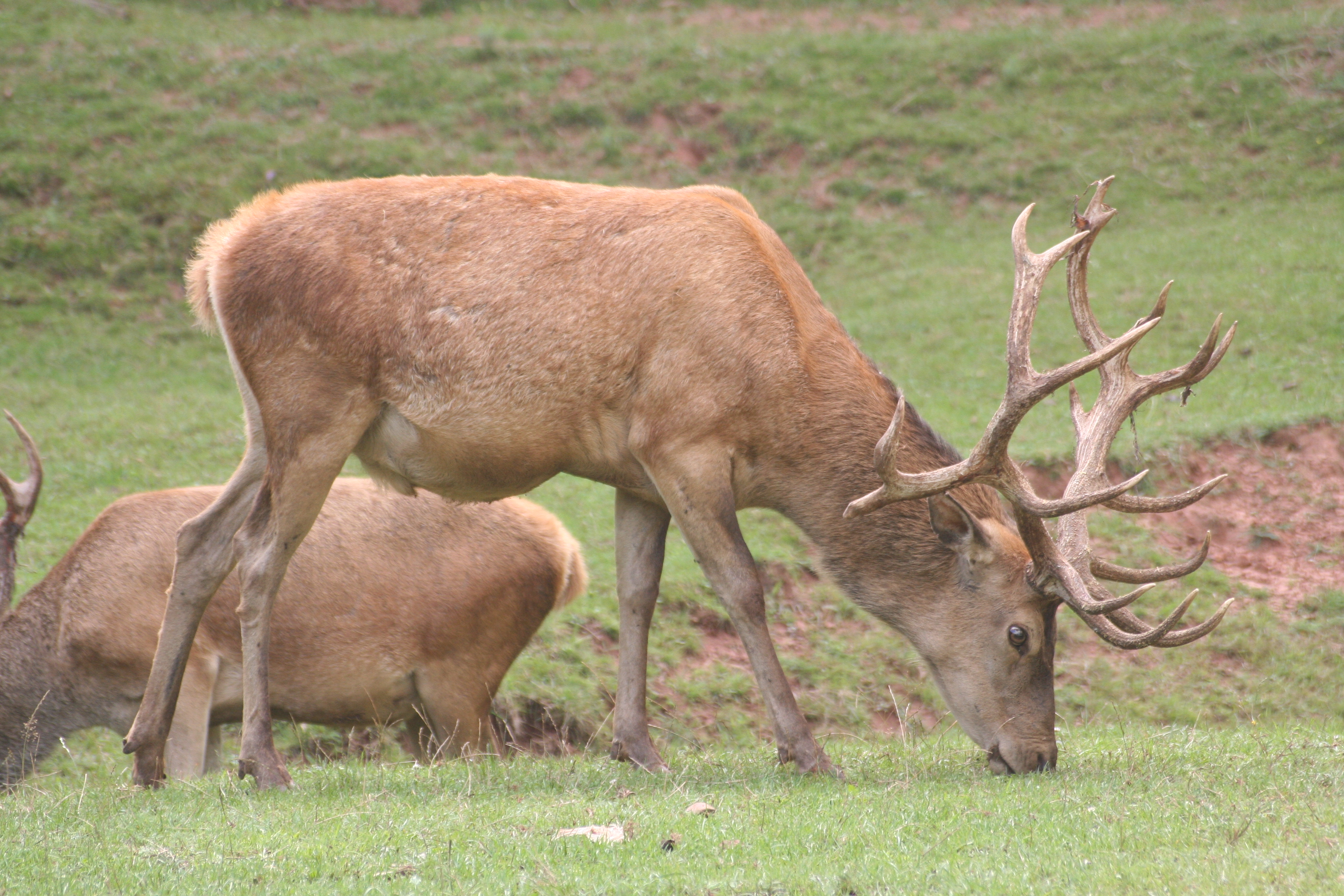
Cerfs élaphes.

Les insectes les plus caractéristiques de la commune sont le grand capricorne, le lucane cerf-volant et l'écaille chinée, des reptiles tels que la vipère aspic, venimeuse mais qui fuit au moindre bruit, et un batracien le pélodyte ponctué.
De nombreux oiseaux nichent sur plateau dont les pies grièches (pie-grièche à tête rousse, pie-grièche écorcheur, pie-grièche méridionale, pie-grièche à poitrine rose), les bruants (bruant fou, bruant ortolan, bruant proyer). S'y ajoutent des granivores (caille des blés, moineau soulcie), des insectivores (fauvette orphée, guêpier d'Europe, huppe fasciée, œdicnème criard, pic épeichette, râle des genêts, torcol fourmilier) et des espèces omnivores (cochevis huppé, bécasse des bois, outarde canepetière).
En plus de ces espèces, on retrouve nombre de rapaces diurnes prédateur de la faune locale d'une part, tels que le circaète Jean-le-blanc, le busard cendré, l’aigle royal, l’aigle botté, l’autour des palombes, le faucon hobereau et la bondrée apivore, ou nocturnes d'autre part, comme le petit-duc scops, le grand-duc d'Europe, la chouette chevêche et la chouette de Tengmalm.
Se rencontrent aussi fréquemment des grands et petits mammifères tels que le cerf élaphe, le sanglier, le renard, le lièvre et le lapin. Il est à signaler la présence de chauve souris, espèce prédatrice et nocturne (grand rhinolophe, petit rhinolophe, noctule de Leisler).

## Urbanisme

### Typologie
Au 1er janvier 2024, Montsalier est catégorisée commune rurale à habitat dispersé, selon la nouvelle grille communale de densité à 7 niveaux définie par l'Insee en 2022.
Elle est située hors unité urbaine et hors attraction des villes,.

### Occupation des sols
L'occupation des sols de la commune, telle qu'elle ressort de la base de données européenne d’occupation biophysique des sols Corine Land Cover (CLC), est marquée par l'importance des forêts et milieux semi-naturels (75 % en 2018), en diminution par rapport à 1990 (78,3 %). La répartition détaillée en 2018 est la suivante :
forêts (57,1 %), milieux à végétation arbustive et/ou herbacée (18 %), terres arables (17,6 %), zones agricoles hétérogènes (7,4 %).
L'évolution de l’occupation des sols de la commune et de ses infrastructures peut être observée sur les différentes représentations cartographiques du territoire : la carte de Cassini (XVIIIe siècle), la carte d'état-major (1820-1866) et les cartes ou photos aériennes de l'IGN pour la période actuelle (1950 à aujourd'hui).

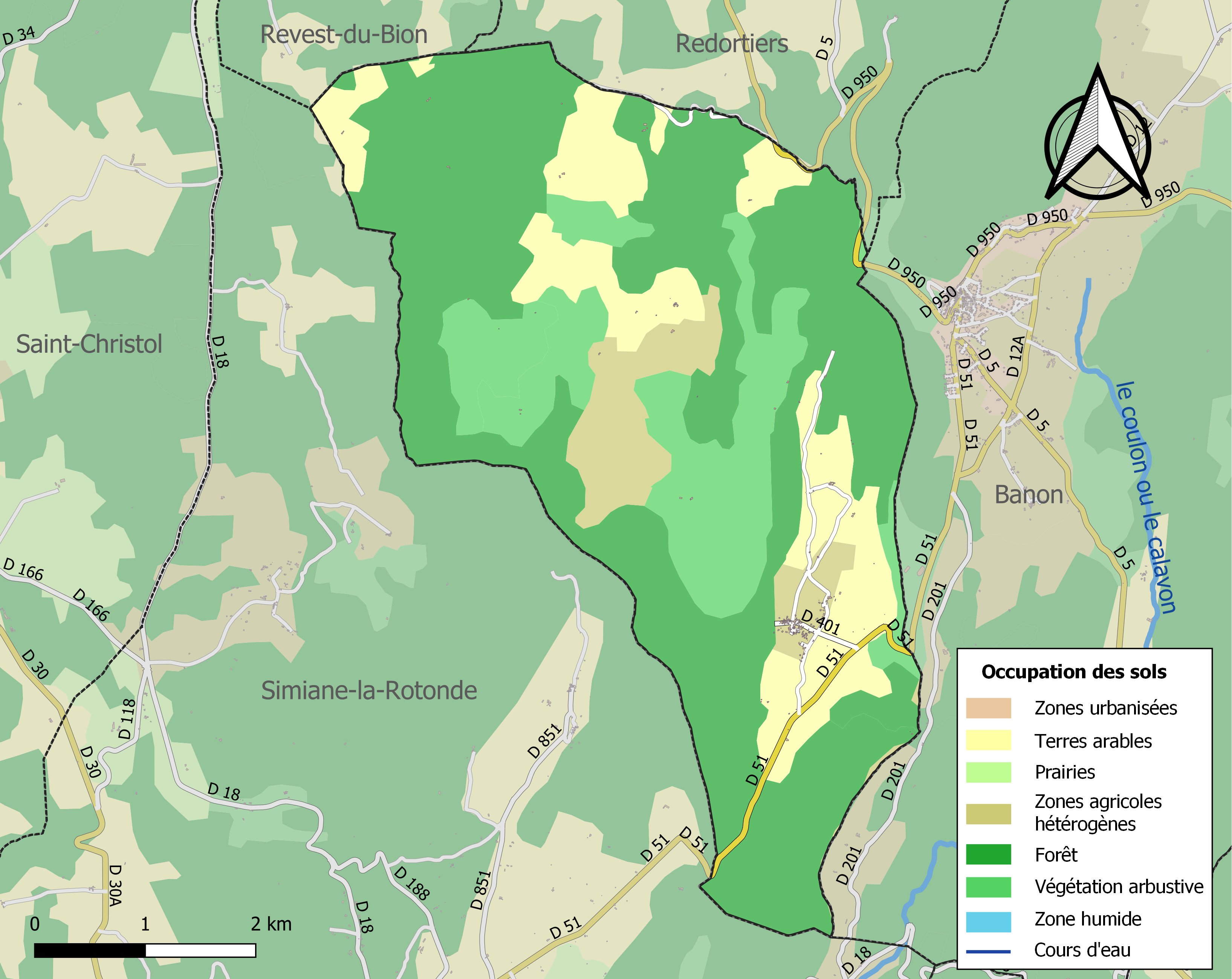
Carte de l'occupation des sols de la commune en 2018 (CLC).

## Toponymie
Le nom du village, tel qu’il apparaît pour la première fois dans les textes (de Monte Celeg) vers 1050, est interprété de différentes manières :
- soit comme une tautologie, formée de l’occitan monte et de Celeg, sur une racine oronymique (désignant une montagne) pré-indoeuropéenne[25]. Charles Rostaing estime que ce toponyme est donc probablement antérieur aux Gaulois[26]. C’est l’explication reprise par Claude Martel dans l’Encyclopédie de Lure[27] et le couple Fénié[28] ;
- selon La Torre et Nègre, la forme ancienne à retenir pour comprendre le nom actuel serait montes coelicus, interprété comme mont élevé, proche du ciel, par le premier[29], et comme mont de Caelicus, un nom de personne romain, pour le second[30].

Dans tous les cas, le nom n’a rien à voir avec le sel.

## Histoire
Le territoire de la commune est fréquenté à l’âge du bronze, du matériel a été retrouvé dans une grotte.
Dans l’Antiquité, le territoire de Montsalier fait partie de celui des Sogiontiques (Sogiontii), dont le territoire s’étend du sud des Baronnies à la Durance. Les Sogiontiques sont fédérés aux Voconces, et après la Conquête, ils sont rattachés avec eux à la province romaine de Narbonnaise. Au IIe siècle, ils sont détachés des Voconces et forment une civitas distincte, avec pour capitale Segustero (Sisteron). De l’époque gallo-romaine, est parvenu un cippe inscrit, mis au jour au lieu-dit Notre-Dame, où se trouvait un établissement gallo-romain. On a aussi retrouvé  une petite ferme d'époque romaine au Plan de Montsalier.
Alors que le sud-est de la Gaule était une terre burgonde, le roi des Ostrogoths Théodoric le Grand fait la conquête de la région entre la Durance, le Rhône et l’Isère en 510. La commune dépend donc brièvement à nouveau de l’Italie, jusqu’en 526. En effet, pour se réconcilier avec le roi burgonde Gondemar III, la régente ostrogothe Amalasonthe lui rend ce territoire.
La localité apparaît pour la première fois dans les chartes en 1050, sous la forme de Monte Celeg.
Le premier Montsalier, communément dénommé « le Vieux Montsalier »[réf. souhaitée] (le Haut Montsalier sur les cartes IGN), est aujourd’hui en ruines. Il est bâti sur un piton rocheux pour assurer plus aisément sa défense. Au Moyen Âge, l’église dépendait de l’abbaye de Cruis, qui percevait les revenus attachés à cette église alors que les dîmes étaient partagées entre l’évêque d’Apt et ses chanoines. La communauté relevait de la viguerie de Forcalquier.
Le village a été déserté de ses habitants à la fin du XVIIIe et au début du XIXe siècle. Sa population s’est progressivement transférée dans la plaine, en un lieu dénommé « Le Plan » qui aujourd’hui a pris le nom de l’ancienne agglomération.

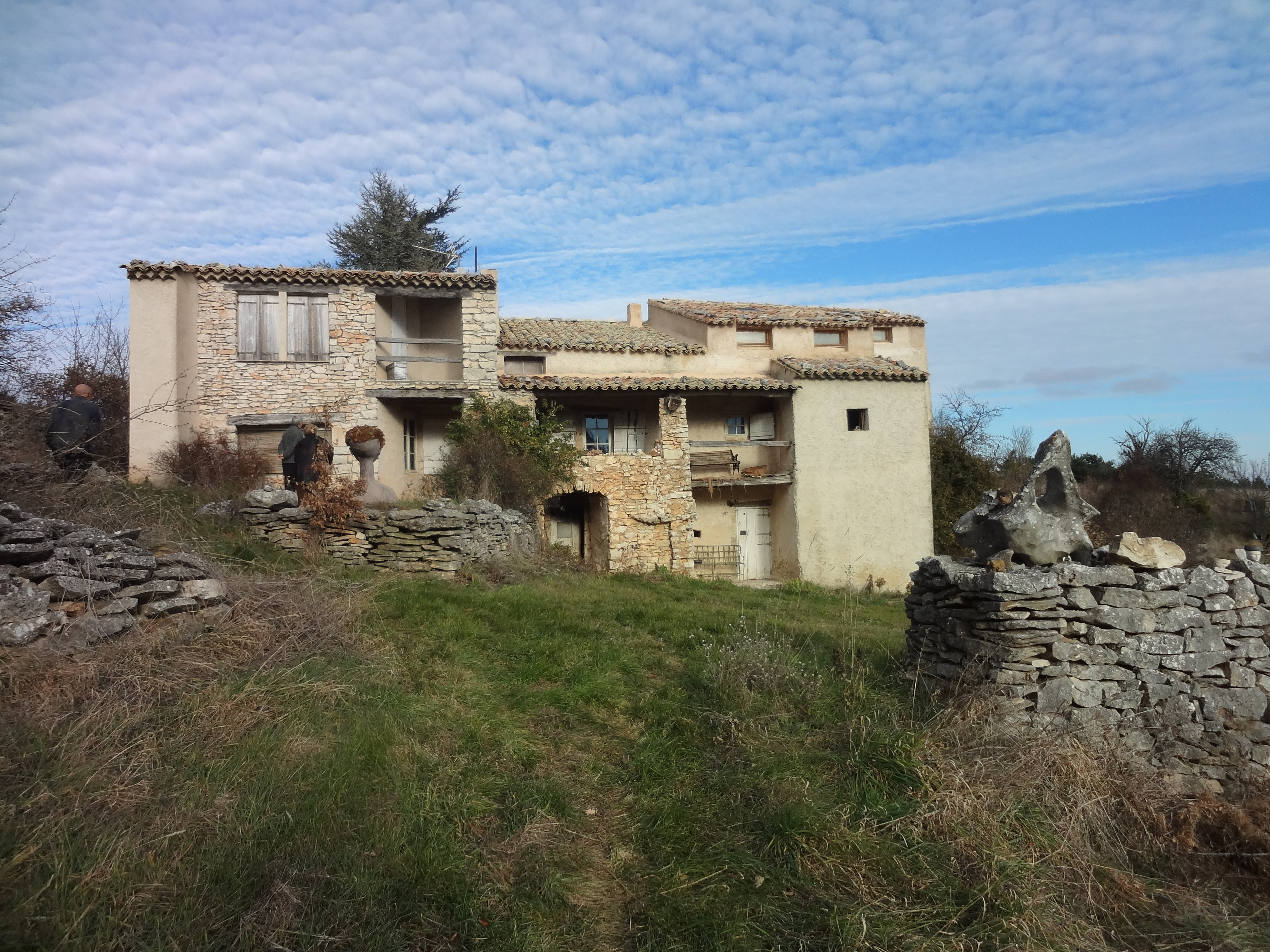
Ferme des Aupillières, où des maquisards sont arrêtés en décembre 1943.

Le coup d'État du 2 décembre 1851 commis par Louis-Napoléon Bonaparte contre la Deuxième République provoque un soulèvement armé dans les Basses-Alpes, en défense de la Constitution. Après l’échec de l’insurrection, une sévère répression poursuit ceux qui se sont levés pour défendre la République : 11 habitants de Montsalier sont traduits devant la commission mixte, la majorité étant condamnés à la déportation en Algérie.
Comme de nombreuses communes du département, Montsalier se dote d’écoles bien avant les lois Ferry : en 1863, elle en possède deux, installées au Haut-Montsalier (ancien chef-lieu) et au village du Plan, qui devient à ce moment le nouveau Montsalier. Ces écoles dispensent une instruction primaire aux garçons. Aucune instruction n’est donnée aux filles : ni la loi Falloux (1851), qui impose l’ouverture d’une école de filles aux communes de plus de 800 habitants, ni la première loi Duruy (1867), qui abaisse ce seuil à 500 habitants, ne concernent Montsalier. Ce n’est qu’avec les lois Ferry que les filles de Montsalier sont régulièrement scolarisées.

## Héraldique
| Blason de Montsalier | Blason  | D'or à un pairle de sable, coupé d'azur à une guivre d'or. |
| Blason de Montsalier | Détails | Le statut officiel du blason reste à déterminer.           |

## Politique et administration

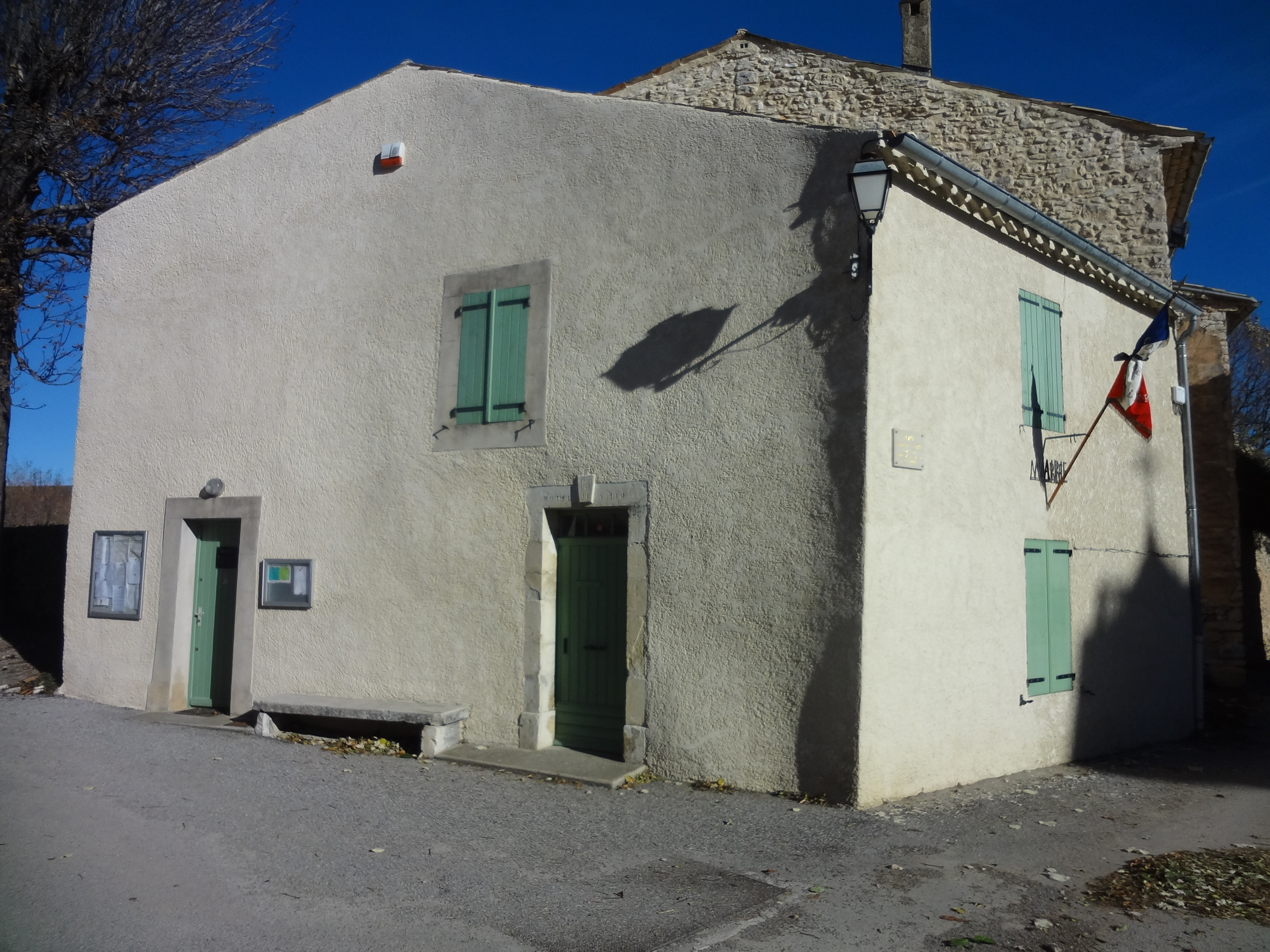
Le 6 décembre 2013, la mairie de Montsalier portait le deuil de Nelson Mandela.

| Période                                  | Période                       | Identité      | Étiquette | Qualité     |
| ---------------------------------------- | ----------------------------- | ------------- | --------- | ----------- |
| Les données manquantes sont à compléter. |                               |               |           |             |
| mai 1945                                 |                               | Paul Brémond  |           |             |
|                                          |                               |               |           |             |
| 1983                                     | En cours (au 21 octobre 2014) | Serge Martin, |           | Agriculteur |

### Intercommunalité
Montsalier a fait partie, de 2002 à 2016, de la communauté de communes du Pays de Banon. Depuis le 1er janvier 2017, elle est membre de la communauté de communes Haute-Provence Pays de Banon.

### Budget et fiscalité
| Taxe                                        | Part communale | Part intercommunale | Part départementale | Part régionale |
| ------------------------------------------- | -------------- | ------------------- | ------------------- | -------------- |
| Taxe d'habitation                           | 3,96 %         | 0,55 %              | 5,53 %              | 0,00 %         |
| Taxe foncière sur les propriétés bâties     | 8,33 %         | 1,32 %              | 14,49 %             | 2,36 %         |
| Taxe foncière sur les propriétés non bâties | 22,15 %        | 4,18 %              | 47,16 %             | 8,85 %         |
| Taxe professionnelle                        | 9,61 %         | 0,94 %              | 10,80 %             | 3,84 %         |

La part régionale de la taxe d'habitation n'est pas applicable.
La taxe professionnelle est remplacée en 2010 par la cotisation foncière des entreprises (CFE) portant sur la valeur locative des biens immobiliers et par la contribution sur la valeur ajoutée des entreprises (CVAE) (les deux formant la contribution économique territoriale (CET) qui est un impôt local instauré par la loi de finances pour 2010).

## Démographie
L'évolution du nombre d'habitants est connue à travers les recensements de la population effectués dans la commune depuis 1765. Pour les communes de moins de 10 000 habitants, une enquête de recensement portant sur toute la population est réalisée tous les cinq ans, les populations de référence des années intermédiaires étant quant à elles estimées par interpolation ou extrapolation. Pour la commune, le premier recensement exhaustif entrant dans le cadre du nouveau dispositif a été réalisé en 2006.
En 2022, la commune comptait 167 habitants, en évolution de +22,79 % par rapport à 2016 (Alpes-de-Haute-Provence : +2,84 %, France hors Mayotte : +2,11 %).
| 1765 | 1793 | 1800 | 1806 | 1821 | 1831 | 1836 | 1841 | 1846 |
| ---- | ---- | ---- | ---- | ---- | ---- | ---- | ---- | ---- |
| 284  | 334  | 342  | 349  | 403  | 441  | 412  | 421  | 371  |

| 1851 | 1856 | 1861 | 1866 | 1872 | 1876 | 1881 | 1886 | 1891 |
| ---- | ---- | ---- | ---- | ---- | ---- | ---- | ---- | ---- |
| 379  | 366  | 363  | 322  | 313  | 311  | 304  | 274  | 273  |

| 1896 | 1901 | 1906 | 1911 | 1921 | 1926 | 1931 | 1936 | 1946 |
| ---- | ---- | ---- | ---- | ---- | ---- | ---- | ---- | ---- |
| 234  | 233  | 220  | 197  | 144  | 131  | 120  | 115  | 90   |

| 1954 | 1962 | 1968 | 1975 | 1982 | 1990 | 1999 | 2006 | 2011 |
| ---- | ---- | ---- | ---- | ---- | ---- | ---- | ---- | ---- |
| 65   | 61   | 65   | 54   | 66   | 74   | 92   | 107  | 112  |

| 2016 | 2021 | 2022 | - | - | - | - | - | - |
| ---- | ---- | ---- | - | - | - | - | - | - |
| 136  | 159  | 167  | - | - | - | - | - | - |

Montsalier comptait 10 feux en 1471.
L'histoire démographique de Montsalier est marquée par une période d'« étale » où la population reste relativement stable à un niveau élevé. Cette période dure de 1831 à 1861. L'exode rural provoque ensuite un mouvement de recul démographique rapide et de longue durée. En 1906, la commune a perdu plus de la moitié de sa population par rapport au maximum historique de 1831. Le mouvement de baisse ne s'interrompt définitivement que dans les années 1970. Depuis, la population de Montsalier est en croissance régulière (doublement depuis quarante ans).

## Économie

### Aperçu général
En 2009, la population active s’élevait à 41 personnes, dont 3 chômeurs. Ces travailleurs sont majoritairement salariés (26 sur 38) et travaillent majoritairement hors de la commune (30 actifs sur 38).

### Agriculture
Fin 2010, le secteur primaire (agriculture, sylviculture, pêche) comptait 11 établissements actifs au sens de l’Insee (exploitants non-professionnels inclus) et aucun emploi salarié.
Le nombre d’exploitations professionnelles, selon l’enquête Agreste du ministère de l’Agriculture, est de sept en 2010. Il était de neuf en 2000, de onze en 1988. Actuellement[Quand ?], ces exploitants sont essentiellement tournés vers les grandes cultures. De 1988 à 2000, la surface agricole utile (SAU) avait légèrement diminué, de 370 à 334 ha. La SAU a connu un mouvement inverse et d’importantes surfaces ont été remises en exploitation lors des années 2000, pour arriver à une SAU de 503 ha, soit un quasi-doublement de la surface moyenne par exploitation.
La vigne, qui était cultivée pour l’autoconsommation jusqu’au milieu du XXe siècle, n’est plus présente qu’à titre anecdotique dans la commune. L’autre plante symbolique des régions méditerranéennes, l’olivier, était lui aussi cultivé sur de petites surfaces au XIXe siècle. Il était en limite altitudinale (il pousse jusqu’à 600 mètres, exceptionnellement jusqu’à 700 mètres), et a aujourd’hui disparu.

Cultures à Monsalier.
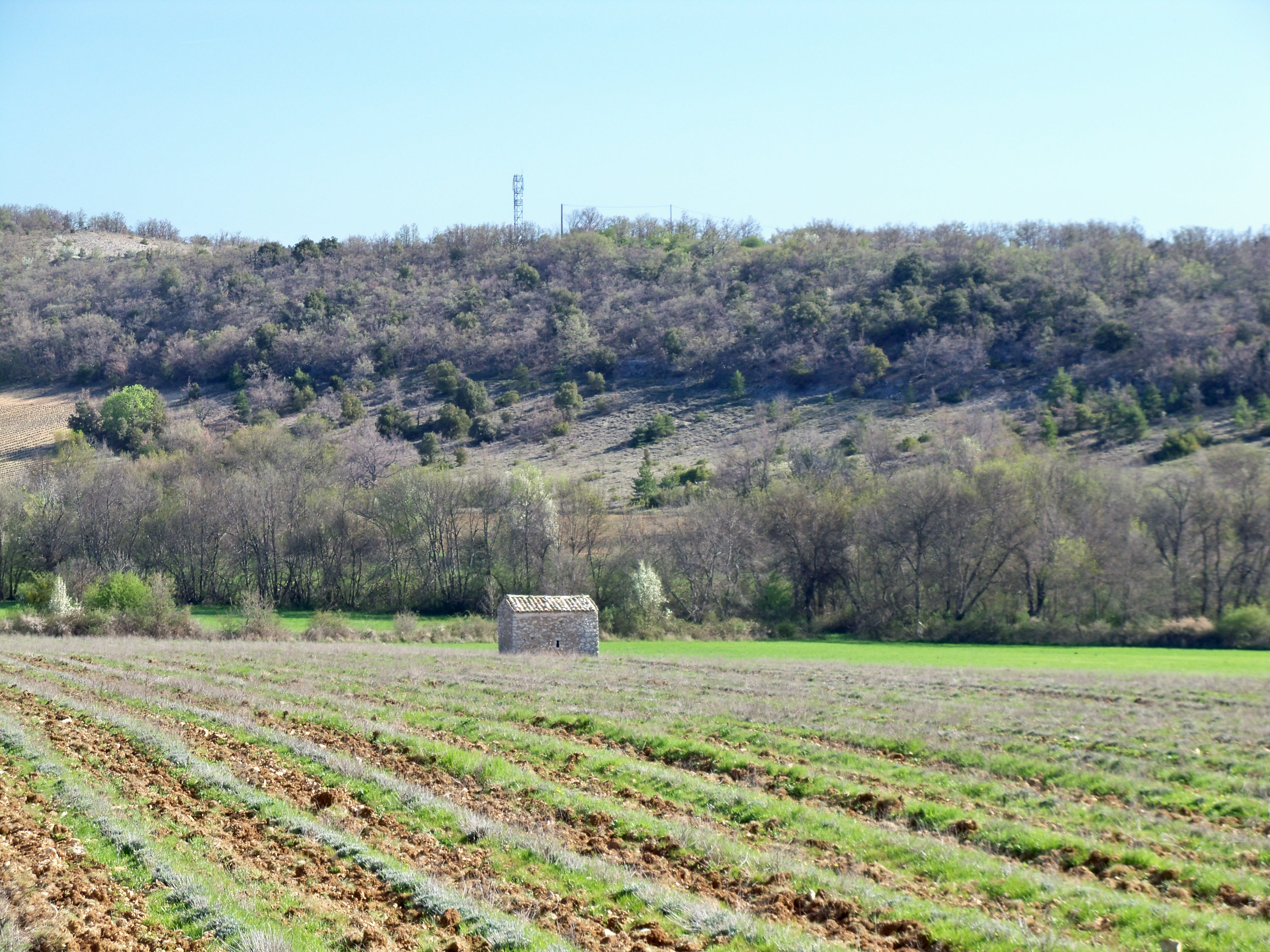
Champs de lavande au printemps, à Montsalier.
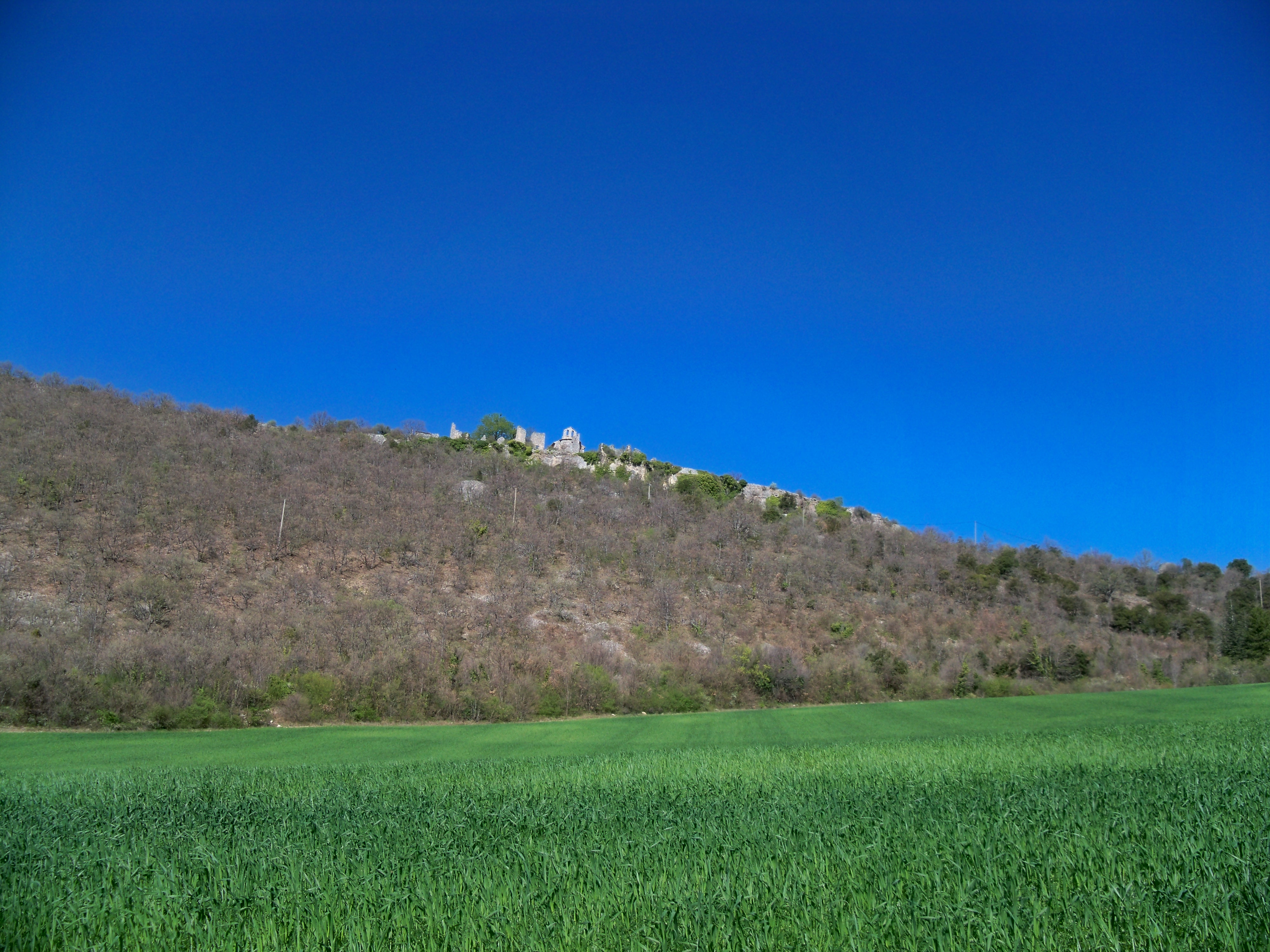
Champs de blé au pied du Haut Montsalier.
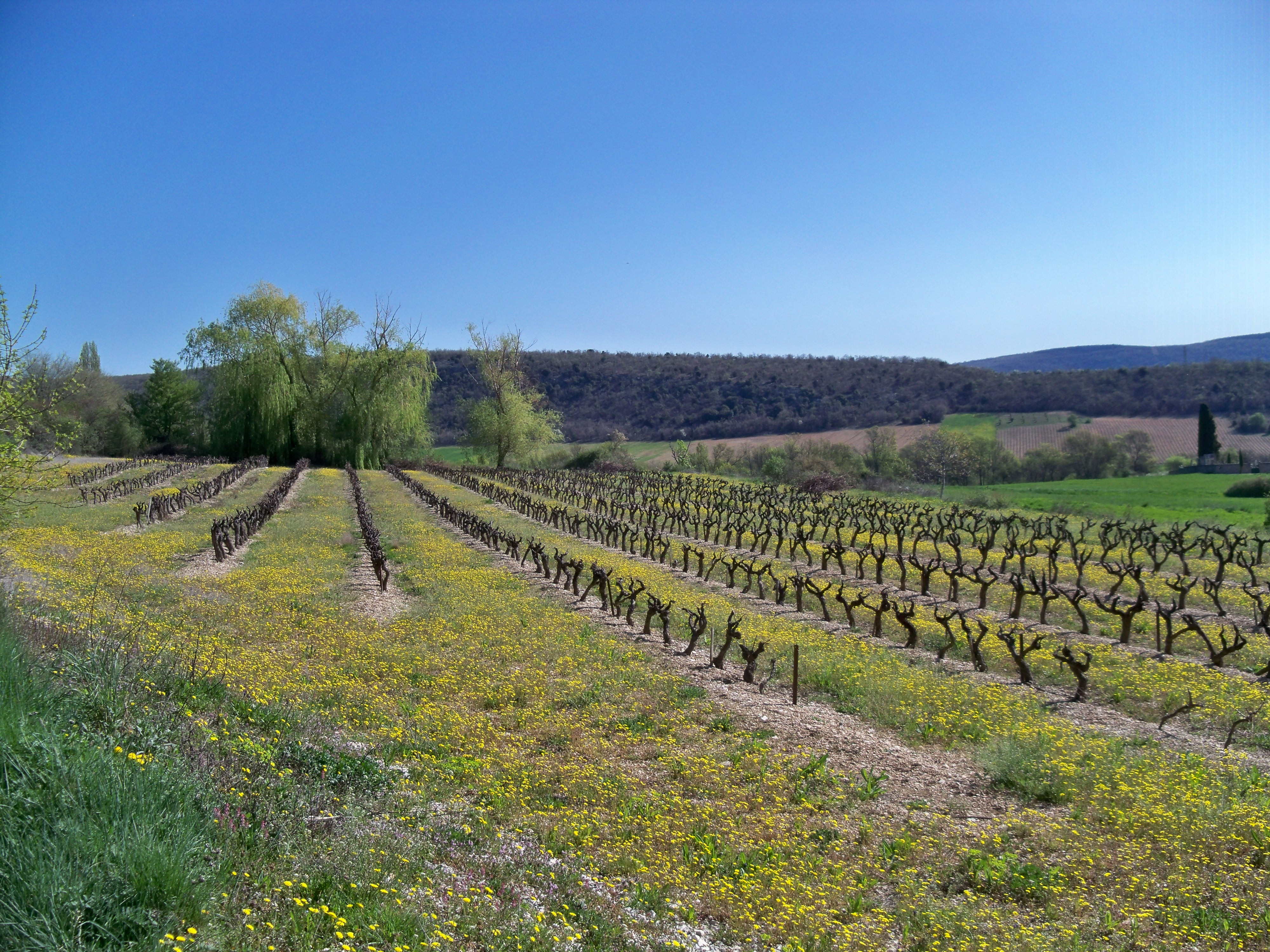
Vigne à Montsalier.

### Industrie
Fin 2010, le secteur secondaire (industrie et construction) comptait trois établissements, n’employant aucun salarié

### Activités de service
Fin 2010, le secteur tertiaire (commerces, services) comptait quatre établissements (avec deux emplois salariés), auxquels s’ajoute l’unique établissement du secteur administratif, salariant une personne.
D'après l’Observatoire départemental du tourisme, la fonction touristique est d’une importance moyenne pour la commune, avec entre un et cinq touristes accueillis par habitant, la capacité d'hébergement étant limitée. Elle se résume à quelques meublés labellisés et plusieurs chambres d’hôtes. Les résidences secondaires apportent un complément à la capacité d’accueil : au nombre de 44, elles représentent 38 % des logements,.

## Lieux et monuments

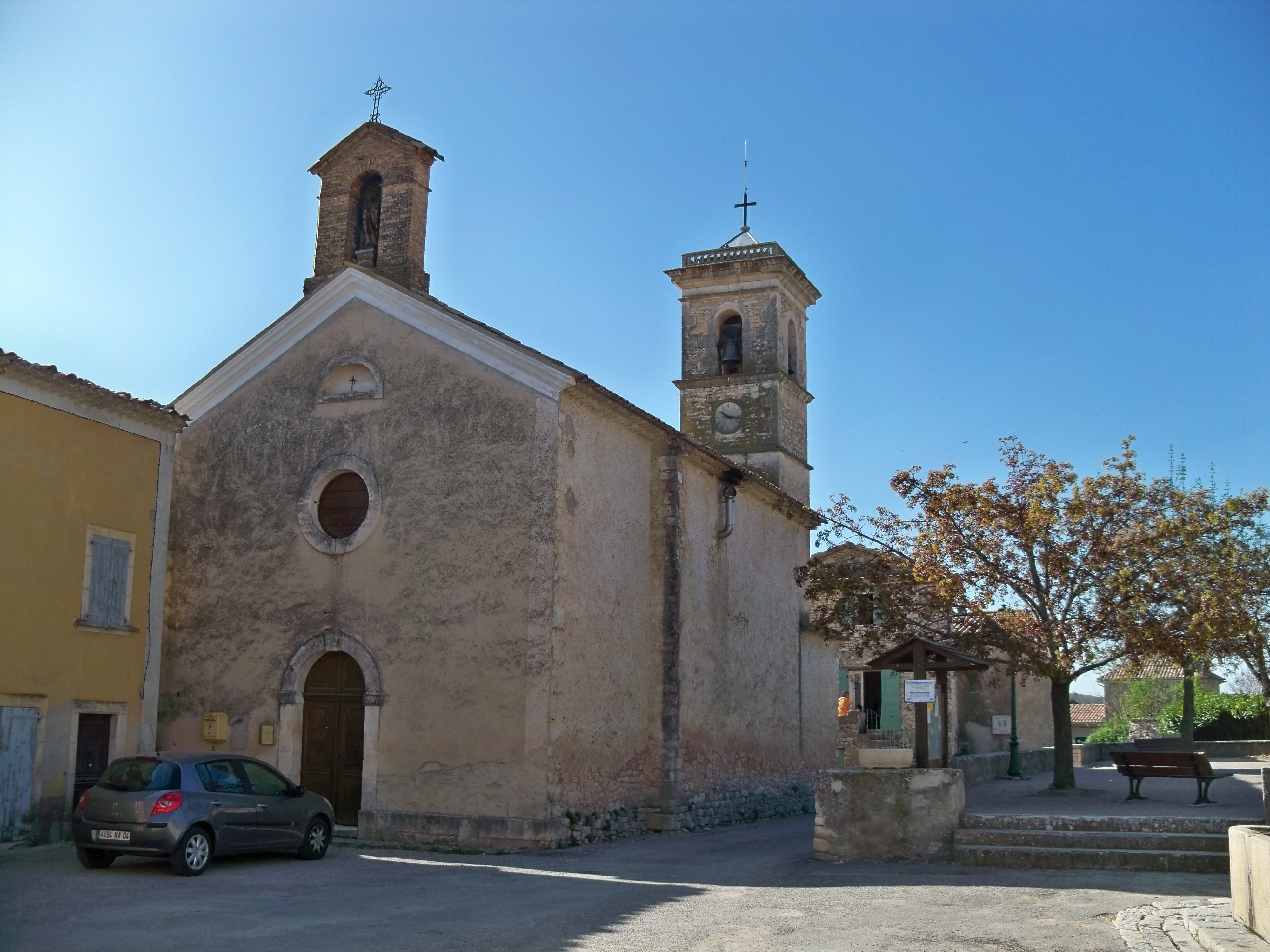
Église de Montsalier.

Une authentique bastide, la bastide du Baou, encadrée de deux tours rondes converties en pigeonniers, se trouve à Montsalier. Elle est construite à l’emplacement d’un établissement gallo-romain auquel a succédé l’église Notre-Dame de la Ferronnade, tous deux disparus.
À l’ancien village, installé sur un site à éperon barré, se trouvent d’anciens moulins.
L’église Saint-Pierre-aux-Liens ou Saint-Sauveur au Haut-Montsalier, est de différentes époques. La façade occidentale, le mur nord, l’abside, en appareil petit et grossier, sont les plus anciens (XIe ou début XIIe siècle). Le mur sud est en moellons (reconstruction mal datée par l’abbé Féraud, entre 1564 et 1704). Elle est très obscure, éclairée par une meurtrière percée dans l’abside.
L’église Notre-Dame au Plan, actuelle église paroissiale, est construite en 1856-1857. Elle remplace une chapelle plus ancienne. Elle suit sur un plan fréquent à l’époque : une première travée, assez courte, voûtée d’arêtes, puis une travée centrale sous coupole, puis une troisième travée formant chœur, voûtée d’arêtes. Le clocher est une tour construite au-dessus du chœur.
La mairie est installée dans l’ancien presbytère. Un coussinet sculpté, encastré dans la façade, orné d’aigles, de lions, de rinceaux et palmettes, date du XIIe siècle, peut-être du siècle précédent. Il est classé monument historique au titre objet, avec une colonnette monolithe, découverte dans le jardin du presbytère (même époque) et une pierre sculptée en cippe, de 50 cm de haut.
L’ancien prieuré Saint-Pierre a été converti en ferme puis en habitation. Il possédait son propre cimetière.
Le monument aux morts a été choisi pour illustrer une page d’un livre d’histoire de la classe de 1re des années 2000.

### Sites naturels
- Aven du Caladaïre.
- Aven du Nid de l'Aigle.

## Vie locale

### Montsalier dans la culture
Le tournage du film Le Don fait à Cachaïre a été fait à Montsalier.

### Cultes
La commune fait partie du secteur paroissial Montagne de Lure. Le culte est célébré alternativement dans chacune des églises du secteur.